# Bahnstrecke Igney-Avricourt–Cirey
| Bahnhof der ABC in Blâmont, ca. 1906 |                      |                                                   |                                                   |
| Streckennummer (SNCF): | 069000               |                                                   |                                                   |
| Streckenlänge: | 17,1 km              |                                                   |                                                   |
| Spurweite: | 1435 mm (Normalspur) |                                                   |                                                   |
| Zweigleisigkeit: | nein                 |                                                   |                                                   |
| |                      |                                                   |                                                   |
| \| \| \| Bahnstrecke Paris–Strasbourg von Paris \| \| \| \| 0,000 \| Igney-Avricourt 283 m \| Igney-Avricourt 283 m \| \| \| \| Bahnstrecke Paris–Strasbourg nach Straßburg \| \| \| \| 3,500 \| Foulcrey 329 m \| Foulcrey 329 m \| \| \| 6,360 \| Gogney 285 m \| Gogney 285 m \| \| \| \| Bahnstrecke Lunéville–Blâmont–Badonviller 1000 mm \| \| \| \| 8,900 \| Blâmont 282 m \| Blâmont 282 m \| \| \| 12,420 \| Frémonville 278 m \| Frémonville 278 m \| \| \| 17,100 \| Cirey 300 m \| Cirey 300 m \| \| \| \| Anschlussgleis Glasfabrik \| \| |                      |                                                   |                                                   |
| |                      | Bahnstrecke Paris–Strasbourg von Paris            |                                                   |
| Bahnhof | 0,000                | Igney-Avricourt 283 m                             | Igney-Avricourt 283 m                             |
| Abzweig ehemals geradeaus und nach links |                      | Bahnstrecke Paris–Strasbourg nach Straßburg       | Bahnstrecke Paris–Strasbourg nach Straßburg       |
| Haltepunkt / Haltestelle (Strecke außer Betrieb) | 3,500                | Foulcrey 329 m                                    | Foulcrey 329 m                                    |
| Haltepunkt / Haltestelle (Strecke außer Betrieb) | 6,360                | Gogney 285 m                                      | Gogney 285 m                                      |
| Strecke von rechts (außer Betrieb) · Strecke (außer Betrieb) |                      | Bahnstrecke Lunéville–Blâmont–Badonviller 1000 mm | Bahnstrecke Lunéville–Blâmont–Badonviller 1000 mm |
| Kopfbahnhof Streckenende (Strecke außer Betrieb) · Bahnhof (Strecke außer Betrieb) | 8,900                | Blâmont 282 m                                     | Blâmont 282 m                                     |
| Haltepunkt / Haltestelle (Strecke außer Betrieb) | 12,420               | Frémonville 278 m                                 | Frémonville 278 m                                 |
| Bahnhof (Strecke außer Betrieb) | 17,100               | Cirey 300 m                                       | Cirey 300 m                                       |
| Betriebs-/Güterbahnhof Streckenende (Strecke außer Betrieb) |                      | Anschlussgleis Glasfabrik                         | Anschlussgleis Glasfabrik                         |

Die Bahnstrecke Igney-Avricourt–Cirey ist eine heute stillgelegte französische Eisenbahnstrecke im Département Meurthe-et-Moselle. Sie hatte eine große Bedeutung bei der neuen Grenzziehung zwischen dem Deutschen Reich und Frankreich. Die Strecke war normalspurig, eingleisig und nicht elektrifiziert.

## Geografische Lage
Die Strecke führte von dem an der Bahnstrecke Paris–Strasbourg gelegenen Bahnhof Igney-Avricourt über 17,1 km in südöstlicher Richtung bis Cirey-sur-Vezouze.

## Geschichte

### Bau
Die Strecke gehörte der Eisenbahngesellschaft Chemin de fer d’Avricourt à Blâmont et à Cirey (ABC), einer Aktiengesellschaft. Als Strecke von lokalem Interesse wurde sie der Gesellschaft durch eine Vereinbarung zwischen dem Präfekten des Département Meurthe und der Gesellschaft am 26. Oktober 1867 konzessioniert und durch ein kaiserliches Dekret unter dem 26. Juli 1868 genehmigt. Das Dekret erklärte die Strecke gleichzeitig für gemeinnützig, Voraussetzung, um gegebenenfalls Grundstücke für die Trasse enteignen zu können. Die Strecke wurde anschließend errichtet und am 26. April 1870 in Betrieb genommen. Am 19. Juli 1870 erklärte Frankreich Preußen den Krieg.

### Die neue Grenze 1871

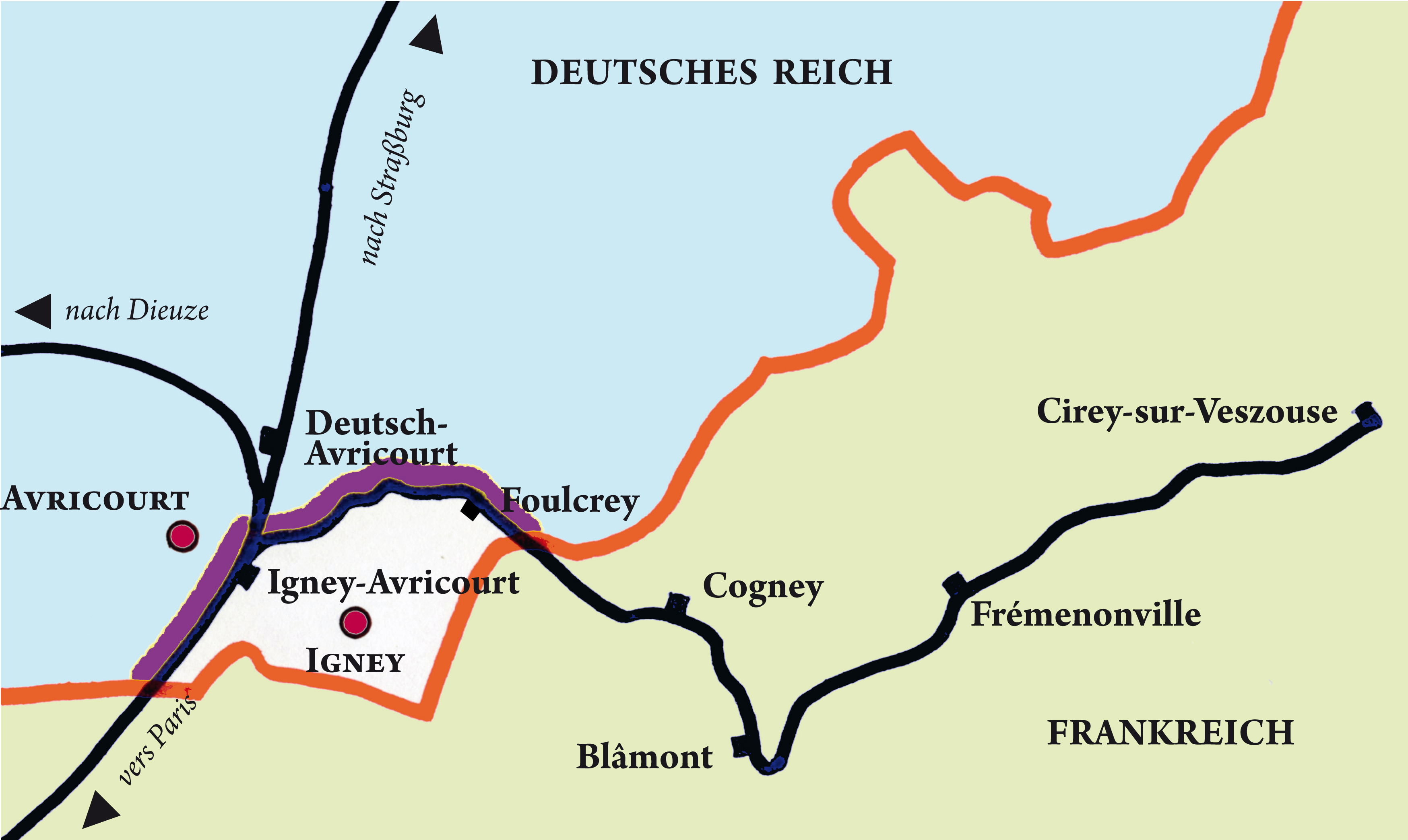
Rot: Grenze aufgrund des Friedens von Frankfurt; Violett: Grenze aufgrund des Zusatzabkommens vom 12. Oktober 1871

Blick über die Gleise der Strecke Igney-Avricourt–Cirey (vorne) auf die deutsche Grenzmarkierung; im Hintergrund der deutsche Grenzbahnhof Deutsch-Avricourt

Der Deutsch-Französische Krieg endete mit dem Frieden von Frankfurt, der Annexion der Gebiete, die das Deutsche Reich dann als Reichsland Elsaß-Lothringen konstituierte, und damit einer neuen Grenze zwischen Deutschland und Frankreich. Der Bahnhof Igney-Avricourt lag damit zunächst in Deutschland, die Grenze verlief westlich und südlich des Bahnhofs. Die Bahnstrecke Igney-Avricourt–Cirey wurde dadurch zu einem vom übrigen französischen Netz abgeschnittenen Inselbetrieb. Der Verkehr der lokalen Wirtschaft war dadurch bedroht. Deutschland und Frankreich einigten sich daraufhin in einem Zusatzabkommen zum Frieden von Frankfurt am 12. Oktober 1871 auf eine revidierte Grenzziehung in dem betroffenen Bereich: Frankreich durfte die Ortschaft Igney, einen Teil der Gemarkung von Avricourt, den Bahnhof Igney-Avricourt und die komplette Bahnstrecke Igney-Avricourt–Cirey behalten. Frankreich trug dafür im Gegenzug die Kosten für den von den Reichseisenbahnen in Elsaß-Lothringen (EL) neu zu errichtenden deutschen Grenzbahnhof, wenige hundert Meter östlich des bestehenden Bahnhofs Igney-Avricourt, der die Bezeichnung Deutsch-Avricourt erhielt. Nach der detaillierten Festlegung der Grenze durch eine Grenzkommission war die nord-östliche Kante des Bahndamms der Strecke zwischen der Bahnhofsausfahrt von Igney-Avricourt und dem Haltepunkt Foulcrey die deutsch-französische Grenze.

### Nach 1871
Mit einem Vertrag vom 1. Juli 1876 zwischen der ABC und den Chemins de fer de l’Est (Französische Ostbahn) wurde letzterer der Betrieb der Strecke für eine Dauer von zehn Jahren übertragen. Der wurde später mehrfach verlängert, wodurch dieses Betriebsverhältnis ein Dauerzustand wurde.
Bei der Gründung der SNCF 1938 wurde die Strecke Igney-Avricourt–Cirey Bestandteil von deren Netz. 1945 wurde hier der Personenverkehr und zum 30. Juni 1969 auch der Güterverkehr eingestellt. 1970 wurde die Strecke stillgelegt.

## Fahrzeuge

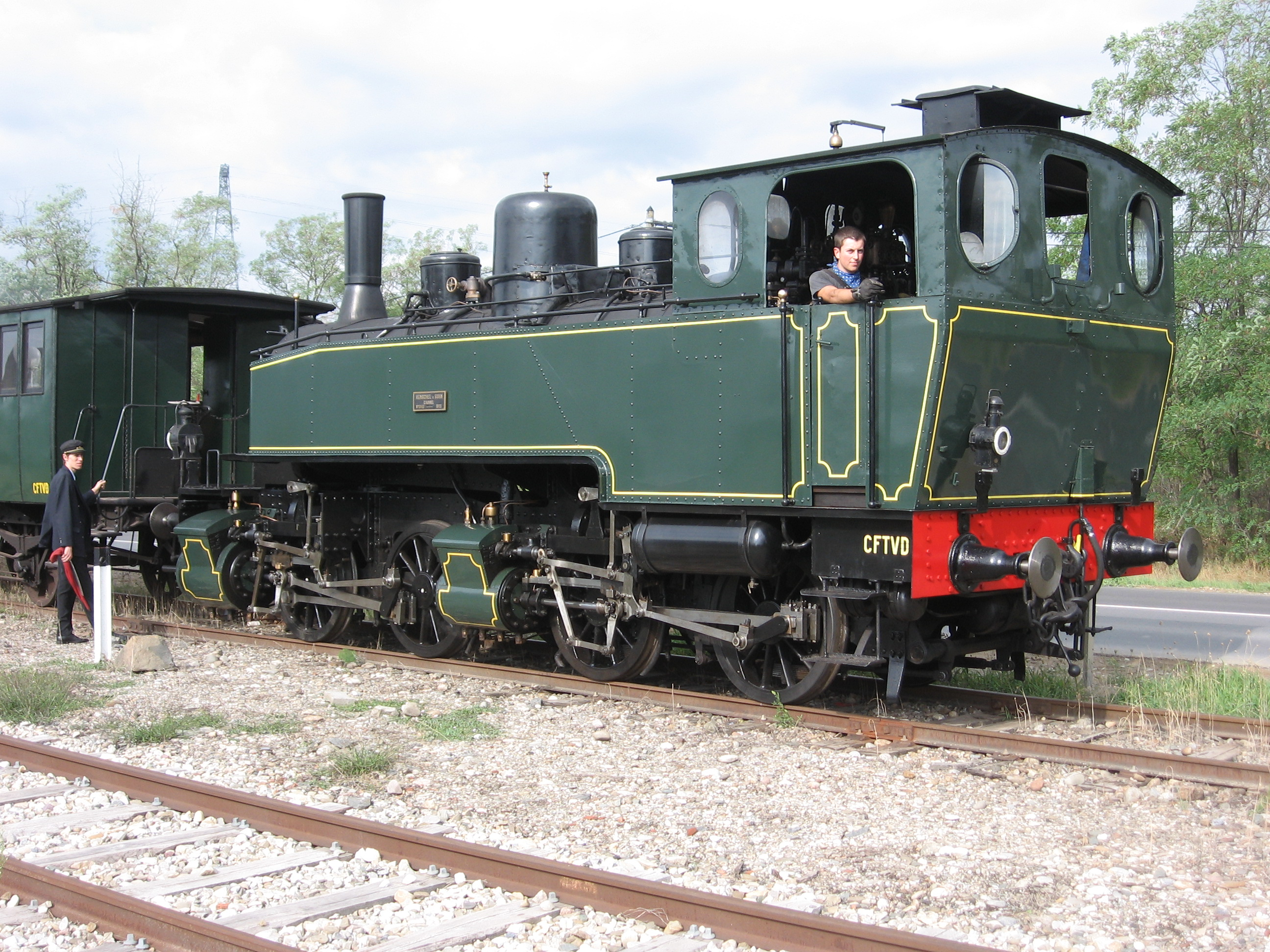
Mallet-Lokomotive von der Bahnstrecke Igney-Avricourt–Cirey auf der Museumseisenbahn Train Thur Doller Alsace

Die ABC betrieb auf der Strecke drei Dampflokomotiven. Zwei davon Tenderlokomotiven der Bauart Mallet (B+B), die die Nummern ABC 2 und 3 führten. Diese Lokomotiven wurden von Henschel & Sohn in Kassel gefertigt. Eine der Maschinen ist restauriert und verkehrt auf der Museumseisenbahn Train Thur Doller Alsace. Diese Lokomotive ist als bewegliches Kulturdenkmal (monument historique) eingestuft und in der Base Palissy (französische Datenbank für bewegliche Kulturdenkmale) verzeichnet.